# Eduardo Armstrong
Eduardo Armstrong Aldunate (Valparaíso, 9 de diciembre de 1931 - 7 de noviembre de 1973) fue un arquitecto chileno y el fundador-director de la Revista Mampato desde el N.° 1 hasta el N.° 198 (7 de noviembre de 1973). 

## Reseña biográfica
Eduardo Armstrong era hijo del matrimonio conformado por Alfonso Armstrong Ariztia e Inés Aldunate, tenía una hermana llamada Inés. Eduardo desde temprana edad fue un dibujante nato que se convirtió en un eximio y afamado retratista de personalidades vip. A sus 19 años viajó a España para estudiar pintura en la Real Academia de San Fernando en Madrid.

### Matrimonio e hijos
Estuvo casado con Ester Irarrazabal Rozas con quien tuvo cinco hijos: Eduardo, Ricardo, Ester, Agustín y Jorge.

## Vida artística
En 1956, se radicó en Lisboa junto a su flamante esposa y fue alumno del eximio retratista Eduardo Malta para luego en 1959 volver a Chile y continuar sus estudios con el pintor Pedro Reszka.
Fue un viajero, bibliófilo, coleccionista de autógrafos. Su avidez de conocimiento lo llevó a viajar a menudo en compañía de su esposa por distintas culturas del orbe en la que acopió experiencias que deseaba compartir en una publicación.
En 1968, presentó a la directiva de la Editorial Lord Cochrane un prototipo de revista educativa infantil llamada Mampato  que fue aprobada de inmediato y junto al ilustrador e historietista Óscar Vega fue el creador del personaje Mampato, obra que continuó Themo Lobos. Su equipo de trabajo original lo componían: Erna Borneck, Jorge Galasso, Óscar Vega, Isabel Allende, Raúl Pizarro y Themo Lobos. Esta publicación tuvo mucho éxito comercial y llegó a ser una de las más importantes tiradas de Editorial Lord Cochrane en la década del 70.
Incansable viajero, numismático, fotógrafo e ilustrador, impulsó su creación con desbordante energía imponiendo un estilo sencillo, elegante pero a la vez muy educativo, que entretuvo a generaciones juveniles y aun mayores, de la década de 1960, 1970 y aún del 80.

## Últimos años y muerte
En 1972 emprendió un estudio académico sobre aborígenes australes americanos junto al historiador Álvaro Barros, sin embargo no pudo ser concluida en su totalidad al diagnosticársele un agresivo cáncer.
La revista quedó en manos de la subdirectora Isabel Allende Llona desde marzo de 1973 hasta Su muerte ocurrida el mismo miércoles 7 de noviembre de 1973, cuando salía al público la revista N.° 198. En la revista N.° 201 aparece una reseña de su vida, en 1974. La revista Mampato dejaría de existir en el N.° 418 en 1978.
Su obra y legado artístico trasciende en las bibliotecas, círculos culturales, sitios web y en filmes nacionales.